# الوادي (الرقة)
الوادي قرية سورية تتبع ناحية المنصورة في منطقة الثورة في محافظة الرقة. بلغ عدد سكانها 191 نسمة في عام 2004 حسب إحصاء المكتب المركزي للإحصاء.